# Adam D'Angelo
Adam D Angelo (14 de agosto de 1984) es un empresario, emprendedor y programador estadounidense. Es cofundador y director ejecutivo de Quora, empresa con sede en Mountain View (California). Fue director de tecnología de Facebook y también se desempeñó como su vicepresidente de ingeniería hasta 2008. En junio de 2009 fundó la red social Quora. Es también miembro de la junta directiva de la compañía de investigación OpenAI, e inversor en empresas de Internet.

## Biografía

### Educación
D´Angelo se educó en la escuela secundaria Phillips Exeter Academy donde lanzó Synapse Media Player (un software de sugerencia de música) junto a Mark Zuckerberg, otros. En 2002, asistió al Instituto de Tecnología de California, donde se graduó con una licenciatura en Ciencias de la computación.
En 2003, mientras asistía a la universidad, D'Angelo también creó el sitio web Buddy Zoo, que permitía a los usuarios cargar su lista de amigos de AIM y compararlos con los de otros usuarios. El servicio también generó gráficos basados en las listas de amigos.

### Reconocimientos
En 2001, ocupó el octavo lugar en la Olimpiada de Computación de Estados Unidos como estudiante de secundaria y ganó una medalla de plata en la Olimpiada Internacional de Informática de 2002. Concurso Internacional de Programación Universitaria ACM (ICPC) : Instituto de Tecnología de California Beavers (equipo de 3), Finalistas Mundiales 2003, 2004; Campeones de América del Norte 2003; Medallas de plata de la final mundial 2004; Co-entrenador de la Final Mundial 2005.
En 2005, fue uno de los 24 finalistas principales en el Concurso de codificación de algoritmos del Topcoder collegiste college.
D'Angelo fue asesor e inversor de Instagram de su adquisición por parte de Facebook en 2012.
En 2018, se unió a la junta directiva de OpenAI.1
En 2010 la revista Fortune incluyó como finalista en su artículo " Las personas más inteligentes en tecnología".